# 米萨苔炭黑粉菌
米萨苔炭黑粉菌（学名：Anthracoidea misandrae）是属于黑粉菌目炭黑粉菌科炭黑粉菌属的一种真菌，寄生在苔草属植物上。该种分布于中国、挪威、瑞典、芬兰、俄罗斯、瑞士、意大利、罗马尼亚、格陵兰、加拿大等地。